# یواس‌اس اسبرگ (دی‌یی-۵۳۸)

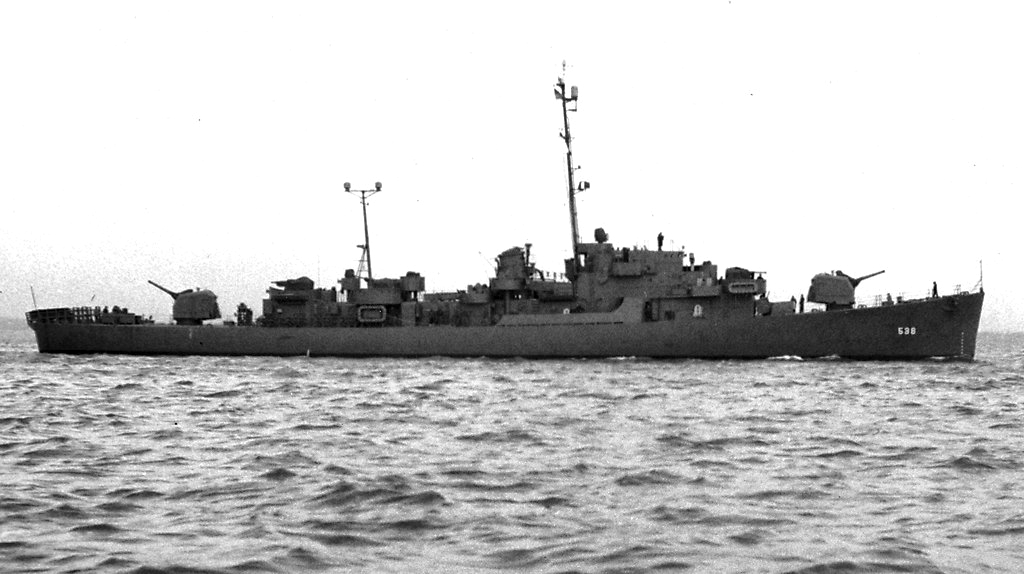
کشتی یو اس اس اسبرگ

یواس‌اس اسبرگ (دی‌یی-۵۳۸) (به انگلیسی: USS Osberg (DE-538)) یک کشتی بود که طول آن ۳۰۶ فوت (۹۳ متر) بود. این کشتی در سال ۱۹۴۳ ساخته شد.